# الدوري البرتغالي الدرجة الثانية 1990–91
الدوري البرتغالي الدرجة الثانية 1990–91 هو موسم من الدوري البرتغالي الدرجة الثانية. فاز فيه أوفارينسه ديبورتيفا ‏.